# Helman Mkhalele
Helman „Midnight Express” Mkhalele (ur. 20 października 1969 w Newcastle) – południowoafrykański piłkarz grający na pozycji pomocnika.
Grał w takich klubach, jak Jomo Cosmos, Orlando Pirates, Kayserispor, Ankaragücü, Göztepe A.Ş. i Malatyaspor, a od dwóch lat znów reprezentuje barwy Jomo Cosmos.
W trykocie ‘Bafana Bafana’ rozegrał 66 spotkań, strzelając przy tym 8 goli. Był członkiem ekipy  RPA na Mistrzostwa Świata 1998, gdzie grał we wszystkich trzech meczach.
Jego pseudonim, „Midnight Express”, wywodzi się stąd, że ma ciemną karnację, i był szybki.